# Mark Anders Lepik
Mark Anders Lepik (Tallin, 10 de septiembre de 2000) es un futbolista estonio que juega en la demarcación de delantero para el FC Flora de la Meistriliiga.

## Selección nacional
Después de jugar en la selección de fútbol sub-16 de Estonia, en la sub-17 y en la sub-19, finalmente hizo su debut con la selección absoluta el 7 de octubre de 2020 en un encuentro amistoso contra Lituania que finalizó con un resultado de 1-3 a favor del combinado lituano tras el gol de Pavel Marin para Estonia, y de Gratas Sirgedas y un doblete de Arvydas Novikovas para Lituania.

## Clubes
| Club                   | País    | Año       | Partidos | Goles |
| ---------------------- | ------- | --------- | -------- | ----- |
| FC Nõmme United        | Estonia | 2016      | 12       | 4     |
| FC Flora II Tallinn    | Estonia | 2017-2019 | 17       | 13    |
| FC Flora               | Estonia | 2017-2019 | 48       | 17    |
| FC Winterthur (cedido) | Suiza   | 2019      | 0        | 0     |
| FC Flora II Tallinn    | Estonia | 2020-2022 | 8        | 5     |
| FC Flora               | Estonia | 2020-2023 | 48       | 11    |
| FC Kuressaare (cedido) | Estonia | 2023      | 19       | 4     |
| FC Flora               | Estonia | 2023-     | 12       | 6     |

## Palmarés

### Campeonatos nacionales
| Título               | Club     | País    | Año  |
| -------------------- | -------- | ------- | ---- |
| Meistriliiga         | FC Flora | Estonia | 2017 |
| Meistriliiga         | FC Flora | Estonia | 2019 |
| Copa de Estonia      | FC Flora | Estonia | 2020 |
| Supercopa de Estonia | FC Flora | Estonia | 2020 |
| Meistriliiga         | FC Flora | Estonia | 2020 |
| Meistriliiga         | FC Flora | Estonia | 2022 |